# Подгора-Турковська
45°31′ пн. ш. 14°44′ сх. д. / 45.51° пн. ш. 14.73° сх. д.
Подгора-Турковська (хорв. Podgora Turkovska) — населений пункт у Хорватії, у Приморсько-Горанській жупанії у складі міста Делниці.

## Населення
Населення за даними перепису 2011 року становило 8 осіб.
Динаміка чисельності населення поселення:

## Клімат
Середня річна температура становить 7,46 °C, середня максимальна – 19,91 °C, а середня мінімальна – -5,62 °C. Середня річна кількість опадів – 1503 мм.
| Клімат поселення                              | Клімат поселення | Клімат поселення | Клімат поселення | Клімат поселення | Клімат поселення | Клімат поселення | Клімат поселення | Клімат поселення | Клімат поселення | Клімат поселення | Клімат поселення | Клімат поселення | Клімат поселення |
| Показник                                      | Січ.             | Лют.             | Бер.             | Квіт.            | Трав.            | Черв.            | Лип.             | Серп.            | Вер.             | Жовт.            | Лист.            | Груд.            |                  |
| Середній максимум, °C                         | 4,54             | 4,94             | 7,36             | 11,05            | 15,95            | 19,40            | 19,91            | 19,53            | 15,87            | 12,08            | 6,90             | 3,72             |                  |
| Середня температура, °C                       | −0,53            | −0,13            | 2,27             | 5,97             | 10,86            | 14,31            | 16,39            | 16,00            | 12,33            | 8,54             | 3,38             | 0,20             |                  |
| Середній мінімум, °C                          | −5,62            | −5,24            | −2,81            | 0,89             | 5,78             | 9,24             | 12,86            | 12,48            | 8,80             | 5,00             | −0,16            | −3,35            |                  |
| Норма опадів, мм                              | 93               | 93               | 113              | 127              | 114              | 137              | 103              | 120              | 137              | 163              | 173              | 130              |                  |
| Середньомісячна швидкість вітру, м/с          | 2.66             | 2.83             | 2.98             | 2.81             | 2.62             | 2.49             | 2.32             | 2.40             | 2.40             | 2.62             | 2.82             | 2.82             |                  |
| Середньомісячна сонячна радіація, кДж/м²·день | 4238             | 7078             | 10259            | 14524            | 18552            | 20084            | 21503            | 17998            | 13311            | 8791             | 4633             | 3550             |                  |
| --------------------------------------------- | ---------------- | ---------------- | ---------------- | ---------------- | ---------------- | ---------------- | ---------------- | ---------------- | ---------------- | ---------------- | ---------------- | ---------------- | ---------------- |
| Джерело:                                      |                  |                  |                  |                  |                  |                  |                  |                  |                  |                  |                  |                  |                  |